# Le Voyage d'Edgar
Ne doit pas être confondu avec Le Voyage d'Edgar dans la forêt magique.
Le Voyage d'Edgar est un roman de Édouard Peisson publié en 1938 aux éditions Grasset et ayant reçu le Grand prix du roman de l'Académie française en 1940.

## Historique
L'ouvrage fait l'objet d'une double parution en 1938 aux éditions Grasset et à la librairie Larousse. L'édition Grasset recevra le Grand prix du roman de l'Académie française en 1940. L'édition Larousse est en fait l'objet d'une commande de l'Éducation nationale. Ce roman est devenu à l'époque un « livre de lecture courante » pour l'école primaire – aux cours moyens et supérieurs.
L'accueil du public scolaire est enthousiaste. Une enquête de 1951 auprès d'écoliers du cours moyen situe le livre en tête du classement « parmi dix ouvrages d'imagination, tous de qualité, appartenant aux genres les plus divers : histoires de bêtes, contes, légendes, romans d'enfants. » . Dans une réédition, postérieure à 1951 l'édition scolaire de Larousse fait état d'un tirage du 53 au 67e Mille.

## Résumé
Natif de Marseille, Edgar Legrand a perdu sa mère à l'âge de dix ans. De bonne constitution, il a malheureusement une jambe atrophiée. En l'absence de son père, charpentier de marine qui navigue autour du monde, il est envoyé dans un pensionnat où il se lie d'amitié avec le cuisinier sénégalais, Sam, marin lui-même. Edgar rêve de naviguer. L'Aventure, navire à bord duquel naviguait son père, ayant été trouvée chavirée dans l'Arctique, la menace d'être placé chez un patron, puis le départ de son ami le décident à s'échapper de l'institution pour retrouver Sam et partir à la recherche de son père. Passager clandestin du Neptune, de Marseille à destination de Londres, il est découvert mais bien traité par l'équipage. Pour éviter d'être remis aux autorités à l'escale du Havre et risquer ainsi d'être renvoyé au pensionnat, il débarque de manière insolite. Recueilli par le professeur Aymon et sa gouvernante, il découvre la science... et retrouve une affection féminine. Sam lui rend visite mais doit bientôt embarquer. Edgar, toujours sous la menace d'un retour en pension, s'enfuit à la poursuite de son ami. Dès lors, ils navigueront sur le Nuage-Volant, du capitaine Sylvestre Tousseul, personnage mystérieux, dont le navire ne peut jamais rejoindre son port d'attache. 
Le père d'Edgar ainsi qu'une partie de l'équipage de l'Aventure, qui avaient débarqué pour chasser dans le Grand Nord, ont survécu à l'hiver arctique dans des conditions extrêmement rudes et moralement difficiles. Edgar obtient du capitaine Sylvestre Tousseul qu'ils soient recherchés. Ils seront miraculeusement retrouvés par l'équipage du Nuage-Volant. Edgar, héros enthousiaste au cœur pur est devenu un marin aguerri, il brisera la malédiction, ramenant le Nuage-Volant à son port, ainsi chacun pourra enfin rentrer chez lui.

## Analyse
(juin 2009).
Si vous disposez d'ouvrages ou d'articles de référence ou si vous connaissez des sites web de qualité traitant du thème abordé ici, merci de compléter l'article en donnant les références utiles à sa vérifiabilité et en les liant à la section « Notes et références ».
 (juin 2009).
- Si vous ne connaissez pas le sujet, laissez ce bandeau (vous pouvez alors contacter les auteurs).
- Si vous supprimez le contenu mis en cause (vous pouvez préalablement contacter les auteurs),

argumentez précisément cette suppression dans la page de discussion
(un manque de référence n'est pas un argument ; une recherche réelle de référence doit avoir été effectuée, être formellement documentée).
Édouard Peisson bénéficie de sa propre expérience de marin, il a navigué pendant 9 ans, de 18 à 27 ans. Signataire du manifeste du groupe des écrivains prolétariens de langue française (à l'initiative de Henry Poulaille), en 1932, il témoigne de la condition des gens de mer. En 1938, il est un écrivain reconnu; depuis sa première nouvelle Ballero capitaine en 1929, il a publié de nombreux ouvrages consacrés à la mer et aux marins, il est membre de l'Académie de Marine.
La dynamique de la fiction - organisation des chapitres, chronologie, mise en relation des informations par rapport au déroulement de l'action - relève plutôt du montage de cinéma, du suspense, du « thriller » en quelque sorte que de l'écriture linéaire traditionnelle en vigueur dans l'enseignement primaire de l'époque[réf. nécessaire].
Le style, aussi, est moderne : « insertion de texte dans le texte » comme le dialogue d'embauche du père sur l'Aventure à l'intérieur de la lettre adressée à son fils, ou la lecture par ce dernier du journal du capitaine Sylvestre Tousseul à l'intérieur de son propre journal. Les changements de ton dans le récit illustrant le passage au monologue intérieur ou à la description de sentiments dans une description[réf. nécessaire].
La rupture provient aussi du fait que les chapitres intègrent:
- des textes à vocation documentaires insérés de façon pédagogique comme par exemple: 
  - l'île de Gorée au Sénégal[8]
  - les contacts du japonais Buzurevu et du chinois Lao-Cheng [9]
  - le cauchemar du professeur Aymon : le jugement des insectes[10]
  - les anguilles[11]
  - la pêche à la morue[12]
- des illustrations: 
  - 157 gravures et cartes dont 16 hors texte
  - des dessins fort divers: schémas techniques, scènes de genre, paysages, scènes du récit, etc.(de G. Ripart, graveur, aquafortiste et illustrateur et René Rouveret: dessinateur et cartographe)
  - des cartes: de détail ou générales
  - des photos, noir blanc, dynamiques dans les cadrages comme dans les points de vue (vue d'avion, contre-plongée, etc.)
- un appareil pédagogique à chaque fin de chapitre, soit:
  - des notes relatives au lexique, vocabulaire technique, professionnel ou terme complexe pour des enfants de 10 ans
  - des questions de compréhension
  - des suggestions de rédaction

Quant à l'analyse du héros on notera le peu d'importance de la composante physique par rapport à la force morale. L'infirmité d'Edgar est relayée par la volonté et la ténacité. Le courage pallie la force et l'habileté en usage dans les métiers de la mer et leurs rudes conditions de travail. L'enthousiasme et l'espoir, mâtinés par le réalisme du dialogue « Edgar le courageux – Edgar le poltron » [réf. nécessaire] conduisent à la réussite.
Les protagonistes, autour d'Edgar, sont finalement peu nombreux, présents dans certains épisodes seulement. Leur portrait, plus souvent ébauché que souligné n'est jamais caricatural. Ils sont les faire-valoir d'Edgar dont la personnalité anime la fiction. Seules exceptions notables, le cuisinier Sam tout au long du récit, puis le capitaine Sylvestre Tousseul, dont le rôle va se révéler primordial. La vie de ce dernier constitue d'ailleurs « une histoire dans l'histoire » et confère à l'aventure son caractère mystérieux et fantastique.
Les personnages secondaires contribuent à générer une ambiance tendue ou cocasse  qui imprime un rythme à une lecture qui, sans cela, pourrait devenir angoissante :
- un marin vagabond providentiel du Vieux-Port de Marseille qui aide Edgar à embarquer clandestinement sur le Neptune[14],
- le matelot irlandais Shaw habille Edgar en marin en découpant des habits d'adulte et « raconte » son île de Blascaod[15]
- le capitaine à qui, pour faire comprendre sa situation, Edgar joue une pantomime (décrite et dessinée)[16], digne du mime Debureau dans le film les Enfants du Paradis,
- le cauchemar du naturaliste le professeur Aymon, jugé par les animaux, qu'il collectionne et étudie[10]
- le capitaine John Grey, ancien patron puis maintenant second de l'Aventure, qui joue paradoxalement avec la liberté et la corde, contre lui-même [17]

Le fantastique est incarné surtout dans ce récit par le personnage de Sylvestre Tousseul, le mystère de son arrivée sur l'île, son rapport quasi magique aux oiseaux et à la solitude, sa capacité dès son jeune âge à naviguer tout temps, son étrange rapport avec le requin blanc à qui il joue de la flute dans le sillage du bateau.
Le comique :
- Sam suit la lune, étonné qu'elle plonge dans la mer et ne revienne pas, puis fait le tour de  l'ile de Gorée, croyant faire le tour de la « mer ».
- Les hallucinations d'Edgar qui, à cause de la faim qui le torture, voit les officiers dévorer comme des ogres alors qu'il est caché dans le mess du Neptune
- Par une pantomime, rédigée et partiellement dessinée, Edgar tente d'expliquer au capitaine sa présence clandestine sur son navire.
- L'expérience de la communication en langue étrangère, en l'occurrence l'anglais avec l'équipage vaut une page des Pieds Nickelés.

Les sentiments et croyances :
- Une constante: l'amour maternel : la mère d'Edgar, la gouvernante du professeur Aymon, la mère adoptive de Sylvestre
- L'amitié avec Sam
- La compassion de ces adultes tout puissants que sont les capitaines du Neptune et du Nuage-Volant
- L'absence de sentiment religieux, étonnante dans le monde maritime, est sans doute en accord avec la vocation laïque du projet
- "je voudrais placer l'homme  en face  de ses propres responsabilités,seul avec lui-même,sans l'intervention de Dieu ni des juges humains"  dira Peisson dans un autre contexte[5].

Une structure de répétition :
- les fuites successives d'Edgar constituent aussi une composante de la quête
- le balancement entre les deux postures Edgar le courageux et Edgar le poltron (Don Quichotte et Sancho Pança)
- la mer: les crêtes et les creux des vagues

## Éditions
- Le Voyage d'Edgar, éditions Grasset, 1938.
- Le Voyage d'Edgar, éditions Larousse, 1938.